# Sony Xperia XA1
Sony Xperia XA1 — смартфон производства Sony. Это устройство, входящее в серию Xperia X, было представлено вместе с Sony Xperia XZ Premium, Sony Xperia XZs и Sony Xperia XA1 Ultra на ежегодном Mobile World Congress в феврале 2017 года.

## Технические характеристики

### Аппаратное обеспечение
Он оснащен 23-мегапиксельной задней камерой, 8-мегапиксельной фронтальной камерой, разъемом для наушников, 32 ГБ встроенной памяти (которую можно расширить до 256 ГБ с помощью micro SD) и дисплеем 720p.

### Программное обеспечение
Из коробки он работает на Android 7.0 «Nougat».